# Dizionario di politica
Il Dizionario di politica, edito dall'Istituto dell'Enciclopedia Italiana, è un'opera in quattro volumi, voluta da Benito Mussolini, e pubblicata a cura del Partito Nazionale Fascista (PNF) per disposizione del segretario politico Achille Starace.

## Storia
Iniziata nel 1938, l'opera fu completata nel 1940. 
A ricoprire la carica di direttore fu chiamato il filosofo del linguaggio Antonino Pagliaro, già redattore capo dell'Enciclopedia Italiana, con la collaborazione di Guido Mancini, vicepresidente dell'Istituto Nazionale di Cultura Fascista, e del medievista Giuseppe Martini, che raccolsero 247 studiosi, le migliori intelligenze del fascismo, ma anche qualche intellettuale "eretico" come Federico Chabod, Walter Maturi  e Arturo Carlo Jemolo.
L'intento voluto era quello di racchiudere in un'unica opera tutta la cultura politica e la dottrina del fascismo.

## Struttura
Si tratta di quattro volumi, dove sono raccolte 1.079 voci.

## Collaboratori
Tra i 247 studiosi e intellettuali che collaborarono al progetto, specificatamente antigentiliano, ci furono:
- Felice Battaglia
- Delio Cantimori
- Roberto Cessi
- Federico Chabod
- Nino Cortese
- Carlo Costamagna
- Carlo Curcio
- Francesco Ercole
- Arturo Carlo Jemolo
- Roberto Lucifredi
- Giuseppe Maggiore
- Giuseppe Martini
- Walter Maturi
- Giuseppe Medici
- Ferdinando Mezzasoma, che ne compilò la prefazione.
- Carlo Morandi
- Rodolfo Mosca
- Umberto Nani
- Teresio Olivelli
- Sergio Panunzio
- Giacomo Perticone
- Antonino Pagliaro
- Piero Pieri
- Francesco Antonio Repaci
- Ettore Rossi (orientalista)
- Ernesto Sestan
- Augusto Torre
- Aldo Valori
- Franco Valsecchi
- Gioacchino Volpe